# Língua duala
A língua duala (também conhecida como douala)  é a língua falada pelo povo duala dos Camarões. O duala pertence ao grupo bantu, dentro do subgrupo das línguas duala.

## Dicionários
1. E. Dinkelacker, Wörterbuch der Duala-Sprache, Hamburg, 1914.
2. Paul Helmlinger, Dictionnaire duala-français, suivi d'un lexique français-duala. Editions Klincksieck, Paris, 1972.
3. Johannes Ittmann, edited by E. Kähler-Meyer, Wörterbuch der Duala-Sp.nrache, Dictionnaire de la langue duala, Dictionary of the Duala Language,  Dietrich Reimer, Berlin, 1976. The preface evaluates 1 as terse, but good, while 2 has missing and erroneous tone marks.